# 대안 화폐
대안 화폐(代案貨幣)는 특정 상품에서 상환될 수 있는 돈을 의미한다. 여기에는 금, 은, 물, 기름, 음식과 같은 고정된 양의 상품을 신뢰를 가지고 교역할 수 있는 토큰 코인으로 이루어진 돈에서부터 물리적이지 않은 디지털 증명도 포함한다. 지역공동체 안에서 물건과 노동력을 주고받는 점에서 지역 화폐라 불리기도 한다.

## 역사
대안화폐의 연원은 1983년 캐나다 코목스 밸리 마을로 거슬러 올라간다. 공군기지 이전과 목재산업 침체로 마을에 경제 불황이 닥쳐 실업률이 18%에 이르렀다. 현금이 없는 실업자들은 살아가기 힘들게 됐다. 그러자 컴퓨터 프로그래머였던 주민 마이클 린턴이 녹색달러라는 지역화폐를 만들어 주민 사이에 노동과 물품을 교환하게 하고 컴퓨터에 거래 내역을 기록했다. 세계 곳곳에서 피어나고 있는 지역화폐제도 레츠(LETS:Local Exchange Trading System)의 시작이다.

### 오스트레일리아
레츠가 가장 활발한 나라는 호주다. 호주 카툼바 지역의 블루 마운틴 레츠는 90년대 세계에서 가장 규모가 큰 레츠로 꼽혔다. 에코(Eco)라는 지역화폐가 통용됐는데 시행 2년 만에 1200명 이상의 회원이 한 달에 800차례 이상의 거래를 했다고 한다. 일본 도쿄의 다카다노바바 지역 상점 사이에선 ‘아톰 통화’가 쓰이는 걸로 유명하다. 만화 주인공 아톰이 그려진 지역화폐다. 자기 젓가락을 가져와 쓰거나 쇼핑백을 반납하는 고객 등에게 비용 일부를 돌려줄 때 사용된다.

### 대한민국
대한민국에는 1996년 <녹색평론>에 그 개념이 처음으로 소개된 뒤 1998년 3월 '미래를 내다보는 사람들의 모임'(미내사)에서 '미래화폐'를 만들면서 시작되었다. 현재 가장 대표적인 사례로는 대전의 한밭레츠에서 통용되는 노동화폐인 '두루'가 있다. 노동이나 물건을 다른 회원과 거래하고 두루를 벌어 갚는 식이다. 당장 돈이 없어도 서로에 대한 신뢰를 바탕으로 필요한 것을 채울 수 있다. 필요한 것을 나눔으로써 돈의 많고 적음을 떠나 함께 행복을 누리자는 공동체 의식의 발로(發露)다.
서울시가 품앗이 화폐인 S(Seoul)-머니를 도입한다고 한다. 자신의 노동과 서비스를 다른 사람에게 무료로 베푼 뒤 받는 일종의 ‘포인트’다. 이 포인트로 자신이 필요로 하는 다른 사람의 서비스를 받거나 형편이 어려운 사람에게 기부할 수도 있다. 품(노동)을 나눠 서로 돕는 사회를 만들자는 취지다.

## 같이 보기
- 기본소득
- 지역통화
- 돈
- 전자화폐
- 비트코인
- 한밭레츠
- 레츠바이블
- S-머니